# Remic
Remic je priimek več znanih Slovencev:
- Ambrož (Janez) Remic (1877 - 1956), duhovnik, glasbenik, organist
- Anton Remic (1748 - 1801), pravnik
- Borut Remic (*1959), lesarski strokovnjak
- Boštjan Remic, politolog
- Ciril (Borut) Remic (1923 - 2013), gozdarski strokovnjak
- Črt Remic, džezovski saksofonist
- Janez Remic (1921 - 1945), pesnik in kritik
- Marjan Remic (1932 - 2012), novinar in publicist
- Štefan Remic (*1953), pesnik in slikar
- Vera Remic Jager (1920 - 1999), pisateljica, avtorica jezikovnih priročnikov
- Željka Ulčnik Remic, zborovodkinja
- Živa Remic (*2009), ateltinja šprinterka